# Бреуци
Бреуци (лат. Breuci) су древни народ Паноније чисто илирског порекла, који су живели у доњем току реке Саве. Граничили су се на југу са племенима Мезејима, на северу са Андизетима, на западу са Колапијанима и Осеријатима, на истоку са племенима Амантини и Скордисци, те касније и са Келтима.
Бреуци су настањивали углавном обе стране средње Саве (реке), од места данашње Сремске Митровице па навише. О њима су писали антички писци, Страбон и Плиније. Правили су проблеме Римљанима, па их је император Тиберије победио и покорио. Познате су њихове војсковође Батон и Пинес, који су водили борбу против римске војске. Пропаст Бреуца уследила је након што је Батон издао Римљанима, Пинеса. Здружени Илири предвођени Деситиата су осудили на смрт и смакнули Батона. Неслога међу Илирима и Беуцима је допринела пропасти подигнутог устанка против Рима.